# بوب جيفنز
روبرت هيرمان جيفينز وشهرته بوب جيفنز (بالإنجليزية: Bob Givens)‏، ا(2 مارس 2 1918 – 14 ديسمبر 2017) مصمم رسوم متحركة ومصمم شخصيات وفنان أمريكي راحل، اشتهر بابتكار وتصميم الشخصيات الكارتونية الشهيرة وباباي والبطة دافي، كما جدد تصميم شخصية باغز باني وأعادها للواجهة. خلال مسيرته التي بدأت في ثلاثينات القرن العشرين وحتى سنة 2001 عمل في العديد من شركات الإنتاج مثل شركة والت ديزني ووارنر براذرز كارتونز وهانا-باربيرا وديباتي-فريلينغ إنتربرايزس. وعمل مع المخرج تشاك جونز في العديد من شركات الإنتاج.

## حياته العملية
وعمل جيفينز لدي شركة والت ديزني العملاقة منذ تخرجه في الثانوية العامة عام 1937 حيث صمم الرسوم الخاصة بـ«دونالد داك»(بطوط) و«سنو وايت»، وانتقل إلى استديوهات «وارنر براذرز» عام 1940 حيث اشتهر بتصميم شخصية باغز باني.
وخدم جيفينز في الجيش الأمريكي خلال الحرب العالمية الثانية قبل أن يعود إلى عالم تصميم الرسوم المتحركة الذي ظل يعمل به على مدى 60 عاما وكان واحدا من أبرز الرسامين في العصر الذهبي للكارتون.

## أشهر أعماله
رسم جيفنز العديد من الشخصيات الكرتونية وأشهرها:توم وجيري والبطة دافي والسنجاب ألفين أند ذا شيبمانكس وباباي، وأصبحت تصميمات جيفنز أول تصميم رسمي لباغز باني الذي يعد بطل مجموعة شخصيات «لوني توونز» وصاحب الامتياز لها ما جعله من أشهر الأسماء في هذه الصناعة.

## وفاته
توفي في 14 ديسمبر 2017، في بوربانك، كاليفورنيا، وكان سبب الوفاة فشل تنفسي حاد.

## وصلات خارجية
- بوب جيفنز على موقع IMDb (الإنجليزية)
- بوب جيفنز على موقع ألو سيني (الفرنسية)
- بوب جيفنز على موقع قاعدة بيانات الفيلم (الإنجليزية)